# Valore di verità
In logica matematica, un valore di verità (o valore logico) è un valore che stabilisce il limite entro cui una proposizione risulta vera. In logica classica, gli unici possibili valori di verità sono vero e falso, e ogni proposizione assume necessariamente almeno uno dei due valori e nessun altro (un valore e uno solo), per denotare i quali si usano le lettere maiuscole V ed F, ovvero i due numeri 1 e 0, rispettivamente. 
Algebricamente, l'insieme {\displaystyle \{{\mbox{vero, falso}}\}} costituisce un'algebra booleana a due stati. Alternativamente, si possono adoperare altri tipi di algebre come insiemi di valori di verità in logiche non classiche: ad esempio, la logica intuizionista sfrutta un'algebra di Heyting. Ciò nonostante, altri valori sono possibili in altre logiche: nella logica fuzzy e nella logica polivalente sono utilizzati altri valori di verità che indicano semplicemente vero e falso.
In teoria dei topos, il suboggetto classificatore di un topos prende il posto dell'insieme dei valori di verità.